# Stazione di Ceglie Messapica
La stazione di Ceglie Messapica è una stazione ferroviaria al servizio del comune di Ceglie Messapica ed è posta sulla linea Martina Franca-Lecce. Gestita dalle Ferrovie del Sud Est, è entrata in servizio il 14 agosto 1924, assieme al tronco Francavilla Fontana-Ceglie Messapica della linea Martina Franca-Lecce.

## Servizi
La stazione dispone di:
- Biglietteria automatica
- Servizi igienici
- Area per l'attesa
- Accessibilità per portatori di handicap
- Capolinea autolinee extraurbane

## Strutture e impianti
La stazione presenta una emettitrice di biglietti ferroviari situate in prossimità del primo binario, uno schermo sul quale è possibile verificare gli orari di partenza dei treni in tempo reale, la sala d'attesa e servizi igienici.

## Movimento
La stazione è servita dai treni regionali svolti dalle Ferrovie del Sud Est nella relazione Martina Franca - Lecce della linea 2.